# Mosvik
Mosvik er en tidligere kommune i Nord-Trøndelag fylke i Norge; Fra 1. januar 2012 blev Mosvik en del av Inderøy kommune. Mosvik ligger på en halvø nordøst på Fosen med grænse til Leksvik i syd og land- og havgrænse til Verran i vest og nordves; Den tidligere grænse til Inderøy i øst var Skarnsundet, hvor af verdens største skråstagsbroer, Skarnsundbroen, forbinder Mosvik og Inderøy. Hovederhvervene i kommunen er landbrug og skovbrug.

## Geografi
Mosvik er halvøformet, og består af skovklædte åse. Vandet Meltingen er reguleret. Elven Mossa løber fra Meltingen og ud i Trondheimsfjorden ved Mosvik centrum.
Mosbyggene bor i Mosvik centrum, og i landsbyerne Meltingen, Venneshamn og Trongsundet.
Rigsvej 755 går gennem kommunen.

## Samfund
Mosvik er en del af Inderøy prestegjeld. Kirkerne i Mosvik hedder Mosvik kirke og Vestvik kirke. Det findes en frikirkemenighed i kommunen.
Kommunen har en børne- og ungdomsskole, fordelt på to steder. 1. – 4. klasse går på Framverran skole, mens 5. – 10. klasse går på Mosvik skole i centrum.
Helleristningerne i Kvennavika i Mosvik er kommunens tusenårssted.